# Siergiej Kuraszow
Siergiej Władimirowicz Kuraszow (ros. Серге́й Влади́мирович Курашо́в, ur. 1 października 1910 we wsi Kluczyki w guberni tambowskiej, zm. 27 sierpnia 1965 w Moskwie) – minister ochrony zdrowia ZSRR (1959-1965).

## Życiorys
Od 1962 studiował na Wydziale Medycznym Uniwersytetu Saratowskiego, później do 1931 na Wydziale Medycznym Uniwersytetu Kazańskiego, następnie pracował w klinice psychiatrycznej Kazańskiego Instytutu Medycznego, był dyrektorem szpitala psychiatrycznego w Kazaniu, a 1931-1942 dyrektorem Kazańskiego Instytutu Medycznego. Od 1938 w WKP(b), 1942-1946 zastępca ludowego komisarza ochrony zdrowia ZSRR, 1946-1950 szef Głównego Zarządu Kurortów i Sanatoriów Ludowego Komisariatu/Ministerstwa Ochrony Zdrowia ZSRR, 1950-1953 zastępca dyrektora Centralnego Instytutu Doskonalenia Lekarzy. W 1940 otrzymał tytuł Zasłużonego Lekarza Tatarskiej ASRR, 1953-1955 był zastępcą ministra ochrony zdrowia ZSRR, od 26 marca 1955 do 12 stycznia 1959 ministrem ochrony zdrowia RFSRR, a od 12 stycznia 1959 do końca życia ministrem ochrony zdrowia ZSRR. Od 31 października 1961 do śmierci zastępca członka KC KPZR, 1963 został doktorem nauk medycznych, a w maju 1965 członkiem korespondentem Akademii Nauk Medycznych ZSRR. Deputowany do Rady Najwyższej ZSRR 5 i 6 kadencji. Jego prochy złożono na Cmentarzu przy Murze Kremlowskim.

## Odznaczenia
- Order Lenina
- Order Czerwonego Sztandaru Pracy
- Order „Znak Honoru” (dwukrotnie)